# Ада Бојана
Ада Бојана је речно острво на ушћу реке Бојане у Јадранско море, на крајњем југоистоку Црне Горе, уз државну границу са Албанијом. Настало је вештачким путем, а заузима површину од 4,9 km².

## Историја
Ада Бојана је настала, према предању, тако што се у 17. или 19. веку након невремена, у близини два мања острва, насукао брод-једрењак „Мерито“. Годинама се на олупину овог брода и оближња два острвца таложио речни нанос од којега је најпре настао спруд, а затим и острво. Ово острво је временом реку Бојану поделило на два крака.
За време Хладног рата, Ада је била војна зона са строго чуваном границом. То је условило да су њени поједини делови и данас остали потпуно нетакнути.
За време мандата Миодрага Мировића изграђени су хотели на Великој плажи, да би 1973. године, Миодраг Мировић осмислио и изградио туристички комплекс на Ади Бојани.

## Географија
Ада Бојана има облик троугла. Са једне стране је запљускује Јадранско море, а са друге две река Бојана. Плажа окренута ка мору је пешчана и дуга је око 3 km. Плажа и морско дно су прекривени ситним песком. Десни рукавац реке Бојане дели острво од 13 km дугачке улцињске Велике плаже. Најближе место је село Штој, односно град Улцињ.
Аду Бојану краси суптропско и медитеранско растиње, а неке од биљних и животињских врста су јединствене у Европи. Управо густа и бујна вегетација даје Ади чар Амазоније и заједно с необичним животињским светом претвара је у посебан микроеколошки простор. Залеђе плаже чине дине иза којих се налазе јединствена станишта на целом Медитерану. Орнитолошки значај Аде Бојане огледа се пре свега у значајним колонијама многих врста птица гнездарица, између осталих: чапље кашикаре, мале бијеле чапље, сиве чапље, жуте чапљице, итд.
Још једна специфичност Аде Бојане су и краве које се слободно шетају наоколо.

## Туризам
На ади се налази познати туристички и натуристички центар. Нудистички камп је направљен 1973. године. У туристичкој понуди је боравак у кампу, бунгаловима или сојеницама на Бојани. Обале реке Бојане познате су по рибарским сојеницама, са којих мештани на традиционалан начин лове рибу која се може јести у бројним рибљим ресторанима. Са друге стране Бојане постоји и дивљи камп. Овде је 1985. године смиљен филм Лепота порока.
Из Центра за заштиту и проучавање птица поручују да притисак туриста и вожња реком представљају узнемиравајући фактор за птице гнездарице, чије се колоније налазе на самој Бојани а њихова сезона гнежђења се поклапа са сезоном доласка туриста.
Иначе, од 2013. године је у току продаја Аде Бојане, а на тендер који је расписала влада Црне Горе се јавило пет заинтересованих компанија из САД, Дубаија, Турске, Чешке и Хрватске. У јануару 2017. године објављено је да Немци купују Аду Бојану.

## Спорт
Ада Бојана је престижно место за сурфинг на ветру. Повољни ветрови праве одличне таласе који омогућавају сурфинг и једрење. На Ади Бојани се налази школа винд-сурфинга. Потенцијали Аде Бојане задовољавају и аматере и строге критерије професионалаца. Почетницима погодује равна линија воде језерца на коме се уче први кораци у овом спорту. Већ седмодневна обука код професионалних учитеља омогућава уживање на ветру, а после месец дана обуке доступни су и ветрови на отвореном мору.
На Ади Бојани још од 1975. године ради и школа јахања.